# マルセル・ジェイコブス
- マルセル・ジェイコブス
- マルチェル・ヤコブス

ラモント・マルセル・ジェイコブス・ジュニア（Lamont Marcell Jacobs Jr. 、1994年9月26日 - ）は、アメリカ生まれのイタリアの陸上競技選手。ラテン文字の綴をほぼそのままイタリア語読みしたラモント・マルチェル・ヤコブスとも表記される。60mは6秒41、100mは9秒80、200mでは20秒61の自己ベストを持つ。東京オリンピック男子100mの金メダリスト。100mのヨーロッパ記録保持者。

## 経歴
イタリア人の母親とアフリカ系アメリカ人の父親のもと、アメリカ合衆国テキサス州エルパソで生まれた。生後1ヶ月で米軍兵士の父親が在韓米軍に異動になったため、母親とともにイタリアのデゼンツァーノ・デル・ガルダに帰国した。その後はイタリアで育てられたため、イタリア人のアイデンティティが強く、英語はあまり話せないと述べた。2021年現在はローマ在住、3児の父。
2021年の2020年東京オリンピック100メートル競走では、予選を9秒94で1位となり、準決勝で9秒84をマークして3位で通過した。決勝では9秒80のイタリア記録且つヨーロッパ記録を樹立して優勝。同国史上初のこの種目金メダル獲得。ヨーロッパ選手に限れば、1992年バルセロナオリンピックのリンフォード・クリスティ以来29年ぶりの快挙だった。同年8月6日、東京オリンピック男子4×100mリレーで2走（スプリットタイム:8秒925）を受け持ち37秒50のイタリア記録で優勝し、同大会で二つの金メダルを獲得した。
2022年3月19日、ベオグラードで行われた世界室内陸上競技選手権大会の男子60m決勝にて、ヨーロッパ記録かつ自己ベストの6秒41（6秒407）で、2位のクリスチャン・コールマン（6秒410）と0秒003の僅差を制し優勝した。
2022年5月7日、ケニアのナイロビで開催されるワールドアスレチックスコンチネンタルツアーのキプチョゲ・ケイノクラシックに出場予定だったが、体調が優れず欠場。同年にミュンヘンで開催されたヨーロッパ陸上競技選手権大会の男子100mを大会記録タイの9秒95で優勝した。これにより、ワレリー・ボルゾフ、リンフォード・クリスティに次ぐ史上3人目のオリンピックとヨーロッパ選手権で優勝した選手となった。

## 自己ベスト

### 屋外競技
| 種目     | 記録   | 風速 | 開催場所                      | 年月日        | 備考                                     |
| -------- | ------ | ---- | ----------------------------- | ------------- | ---------------------------------------- |
| 100ｍ    | 9秒80  | +0.1 | 日本 東京                     | 2021年8月1日  | ヨーロッパ記録                           |
| 200ｍ    | 20秒61 | +0.2 | イタリア カンピ・ビゼンツィオ | 2018年5月6日  |                                          |
| 4×100ｍR | 37秒50 |      | 日本 東京                     | 2021年8月6日  | イタリア記録 (スプリットタイム : 8秒925) |
| 走幅跳   | 7m95   | +1.0 | チュニジア チュニス           | 2016年6月4日  |                                          |
| 走幅跳   | 8ｍ48  | +2.8 | イタリア ブレッサノーネ       | 2016年6月10日 | 追い風参考記録                           |

### 屋内競技
| 種目   | 記録   | 開催場所              | 年月日        | 備考         |
| ------ | ------ | --------------------- | ------------- | ------------ |
| 60ｍ   | 6秒41  | セルビア ベオグラード | 2022年3月19日 | イタリア記録 |
| 200ｍ  | 22秒45 | イタリア アンコーナ   | 2013年2月2日  |              |
| 走幅跳 | 8m06   | イタリア アンコーナ   | 2017年2月4日  |              |

## 年次記録
| 100m | 100m  | 100m              | 100m    | 100m           |
| 年   | 記録  | 開催場所          | 月日    | 備考           |
| ---- | ----- | ----------------- | ------- | -------------- |
| 2011 | 11.19 | イタリア          | 5月20日 |                |
| 2012 | 10.68 | イタリア          | 5月19日 |                |
| 2013 | 11.19 | スイス            | 8月19日 |                |
| 2014 | 10.53 | イタリア          | 5月18日 |                |
| 2016 | 10.23 | イタリア サボナ   | 5月25日 |                |
| 2017 | 10.82 | イタリア          | 6月30日 |                |
| 2018 | 10.08 | イタリア サボナ   | 5月23日 |                |
| 2019 | 10.03 | イタリア          | 7月16日 |                |
| 2020 | 10.10 | イタリア          | 8月1日  |                |
| 2021 | 9.80  | 日本 東京         | 8月1日  | ヨーロッパ記録 |
| 2022 | 9.95  | ドイツ ミュンヘン | 8月16日 |                |